# Ломинцевский
Ломинцевский — посёлок (с 1956 по 2005 — рабочий посёлок) в Щёкинском районе Тульской области России.
В рамках административно-территориального устройства является центром Ломинцевской сельской администрации Щёкинского района, в рамках организации местного самоуправления является центром сельского поселения Ломинцевское.

## География
Расположен в 12 км к востоку от железнодорожной станции города Щёкино.

## История
Возник как посёлок при угольной шахте.
В 1956 году Ломинцевский получил статус посёлка городского типа (рабочего посёлка).
С 2005 года — сельский населённый пункт (посёлок).

## Население
| 1959 | 1970  | 1979  | 1989  | 2002  | 2010  |
| ---- | ----- | ----- | ----- | ----- | ----- |
| 6127 | ↗6243 | ↘5048 | ↘4154 | ↗4802 | ↘2228 |